# Étienne-Louis Bezout
Étienne-Louis Bezout est un homme politique français né le 26 septembre 1760 à Nemours (Seine-et-Marne) et mort le 4 mai 1822 à Melun (Seine-et-Marne).

## Biographie
Neveu et filleul du mathématicien Étienne Bezout, il est avocat à Melun au moment de la Révolution. Il est député de Seine-et-Marne à la Convention, élu comme suppléant en 1792 et appelé à siéger le 5 floréal an III. Il est administrateur du département en l'an VI puis avoué et conseiller de préfecture.

## Source
- « Étienne-Louis Bezout », dans Adolphe Robert et Gaston Cougny, Dictionnaire des parlementaires français, Edgar Bourloton, 1889-1891 [détail de l’édition]